# تاکاتوشی اوچیدا
تاکاتوشی اوچیدا (انگلیسی: Takatoshi Uchida؛ زادهٔ ۲۰ ژانویهٔ ۱۹۸۲) بازیکن فوتبال اهل ژاپن است.